# Lachnus roboris
Lachnus roboris är en insektsart som först beskrevs av Carl von Linné 1758. Enligt Catalogue of Life ingår Lachnus roboris i släktet Lachnus och familjen långrörsbladlöss, men enligt Dyntaxa är tillhörigheten istället släktet Lachnus och familjen barkbladlöss. Arten är reproducerande i Sverige.

## Underarter
Arten delas in i följande underarter:
- L. r. brevirostris
- L. r. roboris

## Bildgalleri

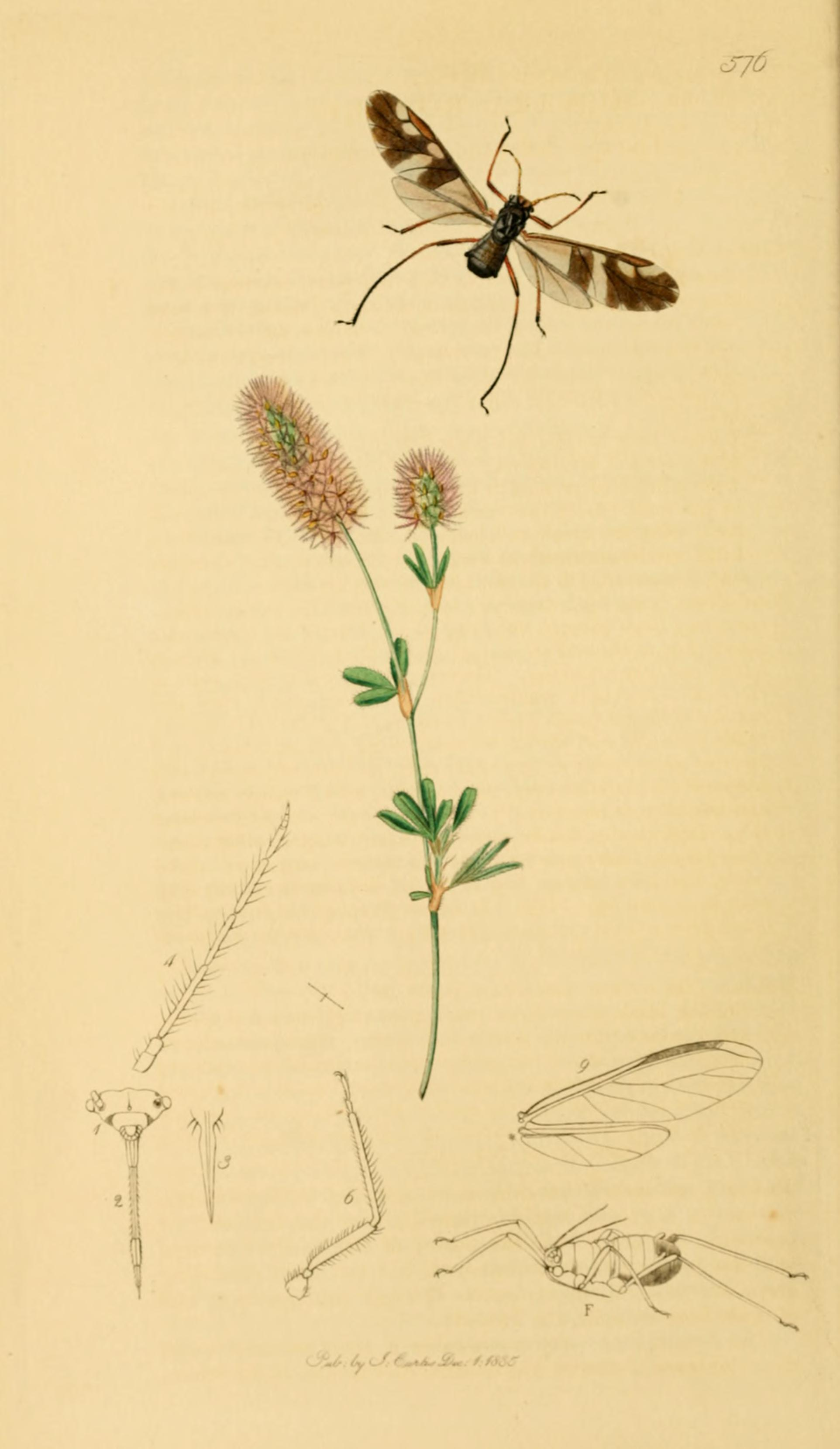